# Zintis Ekmanis
Zintis Ekmanis –en ruso, Зинтис Экманис– (Pabaži, URSS, 17 de mayo de 1958) es un deportista letón que compitió para la URSS en bobsleigh en la modalidad doble.
Participó en cuatro Juegos Olímpicos de Invierno, entre los años 1984 y 1994, obteniendo una medalla de bronce en Sarajevo 1984, en la prueba doble (junto con Vladimir Alexandrov).
Ganó una medalla de bronce en el Campeonato Mundial de Bobsleigh de 1985 y tres medallas en el Campeonato Europeo de Bobsleigh entre los años 1984 y 1990.
En 1984 fue galardonado con la Medalla de la Distinción Laboral.

## Palmarés internacional
| Representando a la URSS |                       |                   |        |
| Juegos Olímpicos        |                       |                   |        |
| Año                     | Lugar                 | Medalla           | Prueba |
| 1984                    | Sarajevo (Yugoslavia) | Medalla de bronce | Doble  |
| Campeonato Mundial      |                       |                   |        |
| Año                     | Lugar                 | Medalla           | Prueba |
| 1985                    | Cervinia (Italia)     | Medalla de bronce | Doble  |
| Campeonato Europeo      |                       |                   |        |
| Año                     | Lugar                 | Medalla           | Prueba |
| 1984                    | Igls (Austria)        | Medalla de bronce | Doble  |
| 1985                    | Sankt Moritz (Suiza)  | Medalla de oro    | Doble  |
| 1990                    | Igls (Austria)        | Medalla de plata  | Doble  |